# Miguel Vázquez
Miguel Vazquez est un boxeur mexicain né le 6 janvier 1987 à Guadalajara.

## Carrière
Il s'empare du titre vacant de champion du monde des poids légers IBF le 14 août 2010 en battant aux points le sud-coréen Ji Hoon Kim à Laredo, Texas, puis le conserve aux dépens de Ricardo Dominguez le 27 novembre et de Leonardo Zappavigna le 12 mars 2011.
Le 18 juin 2011, Vázquez bat par KO au 2e round le nicaraguayen Marlon Aguilar puis le 21 janvier 2012 Ameth Díaz aux points ; le 27 octobre 2012 Marvin Quintero et le 8 décembre 2012 Mercito Gesta également aux points. Il conserve ensuite son titre par une victoire à nouveau aux points contre Denis Shafikov le 22 février 2014 puis s'incline le 13 septembre 2014 face à Mickey Bey sur décision partagée des juges.